# Росен (област Добрич)
 Тази статия е за селото в Област Добрич.  За други значения вижте Росен (пояснение).  
Росен е село в Североизточна България. То се намира в община Генерал-Тошево, област Добрич.

## Население
Преброяване на населението през 2011 г.
Численост и дял на етническите групи според преброяването на населението през 2011 г.:
|                     | Численост | Дял (в %) |
| Общо                | 84        | 100,00    |
| Българи             | 69        | 82,14     |
| Турци               | 0         | 0,00      |
| Цигани              | 5         | 5,95      |
| Други               | 0         | 0,00      |
| Не се самоопределят | 0         | 0,00      |
| Неотговорили        | 10        | 11,90     |